# 星空學園角色列表
星空學園的角色是在林家志弦原創漫畫，星空學園中登場的人物
以下的CV為廣播劇的版本。（☆印的是疾風對該角色的暱稱）是聲優。

## 天地学園

### 劍待生

#### 中等部

##### 無道・黒鉄組
黒鐵疾風（間宮くるみ）
中等部1年C組。年齢：13歳。身長：140cm。體重：34kg。誕生日：4月13日。
星座：白羊座。血液型：AB型。喜歡的詞彙：餡料麵包。
孤兒、在蒲公英園長大，後來被黒黑鉄道場收為養女。雙胞胎的妹妹，其姐為「凪（台譯那葵）」
無道綾那（雪野五月）☆綾那
中等部3年G組。年齢：15歳。身高：159cm。體重：45kg。誕生日：9月13日。
星座：處女座。血液型：A型。喜歡的詞彙：貫徹初志。
疾風的刃友。基本上只做自己有興趣的事，對他人毫不留情，但也有討厭不合理事情，對自己的信念決不退讓的一面。過去因事故令刃友染谷由香里受傷，因而感後悔並不再締結刃友。被暗地裡稱為「天地怒虎」。酷愛寂静的孤高之人，但同時也是個頗沉迷的電玩愛好者，尤愛戀愛遊戲。剣戟しあう少女のなかでは唯一的眼鏡娘。在角色人氣榜中為第3位。

##### 久我・靜馬組
久我順（久我 順）（豊口めぐみ）☆小順順
中等部3年G組。年齢：無記載。身高：160cm。體重：48kg。誕生日：6月20日。
星座：雙子座。血液型：B型。喜歡的詞彙：夕星（ゆうずつ）。
綾那的室友，也幾乎是綾那唯一平等相待的朋友。每次逗弄綾那後，最終遭受綾那鐵拳（有時是狼牙棒）制裁，很會裝傻。故事中最好色的人，色鬼。總是一副輕率的模樣，似是在說笑，其實非常心思慎密。是忍者，戰鬥之時會施展忍術。與刃友静馬夕歩是青梅竹馬。久我家是代代侍奉静馬家的家系，所以時常關心身體虛弱的夕歩（二人亦是同父異母的姐妹關係）。在休學中的静馬夕歩的請求下，以單刃之身使用二刀流，一人二役參加奪星，稱為「天地二刀」。角色人氣比賽中以壓倒性的票數差距贏得1位（即使不含組織票在內）。電撃大王Vol.7　刊載了以久我順為主角的星空學園外傳故事，收錄於單行本第4巻。
靜馬夕步（しずま ゆうほ）(松岡由貴)☆しぐま，西格馬
中等部3年B組。年齢：無記載。身長：152cm。体重：38kg。誕生日：6月22日。
星座：巨蟹座。血液型：A型。喜歡的詞彙：順風満帆。
和順是青梅竹馬，其實是有血緣關係的姊妹，同時也是刃友。自出生起身體就較為虛弱、童年時期都是在病床上度過。戰鬥風格是把劍術和日本舞的動作組合的獨特風格。現在因為病情接受治療休學中。人氣排行榜為第２。

##### 犬神・吉備組
吉備桃香（きび　ももか）（大本眞基子）☆もかちゃん
中等部1年C組。年齢：14歳（作者の勘違い）。身長：157cm。体重：45kg。誕生日：5月14日。
星座：おうし座。血液型：A型。喜歡的詞彙：玉碎。
疾風的室友。操岡山口音的熱血少女。為拯救青梅竹馬的寶田里央脫離刃友（鬼島）的暴力對待，向鬼島挑戰，雖然取得勝利，但喜歡耍寶的寶田認為刃友的暴力是「最棒的吐糟」，拒絕離開刃友。角色人氣排行榜第13位。
犬神五十鈴（いぬがみ いすず）（能登麻美子）☆小犬
中等部1年D組。年齢：13歳。身高：153cm。体重：44kg。出生日：12月13日。
星座：射手座。血液型：AB型。喜歡的詞彙：涅槃。
喜歡咒術、由於擁有近似‘午夜兇鈴’中山村貞子的樣貌而被其他學生所避忌，對唯一會像普通人般接近自己的桃香抱有好感，後來更成為刃友。而由於桃香將其前髮束起，發現了其容貌意外的可愛，但性格有點害羞內向。擁有水晶「未來玉」，可以預見未來。角色人氣投票中與宮本靜久並列第7位。

##### 淺倉・貴水組
浅倉みずち（あさくら みずち）(桑島法子)
中等部3年A組。年齢：15歳。身長：159cm。体重：46kg。誕生日：12月31日。
星座：山羊座。血液型：B型。喜歡的詞彙：復仇。
貴水蒼（たかみ そう）(下屋則子)☆あおちゃん
中等部2年A組。年齢：14歳（作者の勘違い）。身長：140cm。体重：36kg。誕生日：2月14日。
星座：みずがめ座。血液型：O型。喜歡的詞彙：希望。

##### 猿楽・雉宮組
雉宮乙葉（きじみや　おとは）(小林沙苗)
中等部1年D組。身長：155cm。体重：45kg。誕生日：11月30日。
星座：いて座。血液型：A型。喜歡的詞彙：強力。
擁有中性外表的劍待生。與刃友猿楽未知反目，盯上犬神五十鈴當新刃友。為了令犬神與吉備桃香分開，用了催眠、暗示等向桃香灌輸「星星比刃友更重要」的想法，最終失敗。結果在與桃香單挑途中發現與未知之間的誤會。追い詰められたところに未知が割り込んだことで桃香との勝負は引き分けとなり、刃友との絆を改めて固くした。大陸精靈術的使用者。
猿樂未知（さがら　みち）(広橋涼)
中等部1年A班　身高：152cm　體重：42kg　誕生日：4月3日。
星座：おひつじ座。血液型：O型。喜歡的詞彙：合作。

##### 鈴木・相田組
鈴木 園繪（すずき　そのえ）
　Ｄ等級的劍待生。據本人所說，第一場的奪星對手是綾那。本人對慘敗於綾那懷恨在心，但另一方綾那根本不記得她的臉。知道綾那重歸奪星行列，為洗雪積年怨恨而偷襲綾那，被巧合在場的緋嗣等人制止。剛好疾風的替身身分被揭穿，戰勝鈴木．相田組成為緋嗣批准疾風正式入學及參與奪星的條件。在被允許使用道具的優勢下與疾風她們對戰，結果被秒殺。緋嗣形容道「爛到不行的小嘍囉」，綾那則指「最弱王」。

##### 休學中
黑鐵 凪（くろがね　なぎ）
東立版譯作「黑鐵 那葵」，「凪」即「風平浪靜」之意。疾風的雙胞胎姊姊。原定到天地學園升讀國中一年級，因住院而不能依時赴學。為免被剝奪「劍技優待生」的資格，兩姊妹的義父吩咐疾風假扮凪到天地學園去。原來凪是裝病，目的是要疾風到天地學園念書。凪那如柳樹般的刀法，與夕步相似。看似冷酷，其實是個路痴。

#### 高等部

##### 宮本・天地組
天地緋嗣（天地 ひつぎ）（矢島晶子）☆會長、會長大人
高等部2年（組は不明）。年齢：17歳。身長：166cm。体重：53kg。誕生日：11月8日。
星座：天蠍座。血型：B型。喜歡的詞彙：宇宙大爆炸。
天地学園理事兼学園長兼生徒会長。因為有雄厚的財力作為背景，而在天地學園引入奪星、劍持生制度，讓劍待生切磋磨練。她自己也是劍持生，而實際上，她也是學園中最強的劍手。公平但唯我獨尊，忠於自己的慾望。對於那些令自己感到樂趣，或是充滿挑戰精神的人，不會吝嗇對她們的援助。擁有極強的精神力，就算發著45度高熱也不當作一回事，遇任何事也可跨過。角色人氣比賽第4位。
宮本静久（みやもと しずく）（長沢美樹）☆みやもっさん
高等部1年A組。年齢：16歳。身長：161cm。体重：49kg。誕生日：7月28日。
星座：獅子座。血型：A型。喜歡的詞彙：修羅之華。
天地緋嗣的刃友。

##### 染谷・上條組（染谷は中等部）
染谷由香里（前田愛）
中等部3年C組。年齢：無記載。身高：156cm。體重：42kg。誕生日：8月5日。
星座：しし座。血液型：A型。喜歡的詞彙：努力不會背叛人。
上条槙(進藤尚美)
高等部1年E組。年齢：無記載。身高：165cm。體重：52kg。誕生日：5月1日。
星座：金牛座。血型：AB型。喜歡的詞彙：完全燃燒。
染谷由香里的現刃友；美術部部長。予人一種乖巧感覺的高等部一年生。認識綾那，雖與由香里一同升上Ａ等，但似乎頗支援她們二人的關係。由香里仍稱呼她為「前輩」，並未達呼叫名字的關係。
母親為世界劍擊賽三連冠。

##### 祈・神門組
神門玲　(皆川純子)☆神門仔、師傅
高等部1年D組。年齢：無記載。身長：164cm。體重：52kg。誕生日：3月14日。
星座：雙魚座（原寫道牧羊座，乃作者的手誤）。血型：A型。喜歡的詞彙：熱情。
高等部1年級的Ｓ級人員。擅長拔刀術。自從亂奪的記錄被疾風她們打破後，會長的注意力轉移到疾風她們身上，似乎對此感到不是味兒。有非公式的支持者俱樂部，凡接近玲的人，都會無聲色地消失的樣子。
神門家跟天地家是世仇，神門說過，如果她打敗了天地會長，這場『愚蠢的鬧劇』（暗指整個劍持生制度）也會結束。
祈紗枝（いのり さえ）(伊藤靜)
高等部1年D組。年齢：無記載。身長：164cm。體重：50kg。誕生日：1月29日。
星座：水瓶座。血型：O型。喜歡的詞彙：玲瓏。
玲の刃友。雖然有未婚夫，但只是為了拯救自己家族。

##### 星河・月島組
星河紅愛（ほしかわ くれあ）(かかずゆみ)
高等部1年B組。身長：153cm。体重：42kg。誕生日：2月2日。
星座：うお座。血液型：O型。喜歡的詞彙：手間いらず。

月島みのり（つきしま みのり）(折笠富美子)
高等部1年F組。身長：150cm。体重：40kg。誕生日：1月2日。
星座：やぎ座。血液型：B型。喜歡的詞彙：早起きは16文キック。

### 非劍持生
帶刀洸（たてわき ひかる）（浅野まゆみ）
一直被緋嗣吐嘈的人，滿喜歡緋嗣，討厭可以常待在緋嗣身邊的靜久。

### 跑龍套的劍待生
- 名字皆以現實中的二人組樂隊或偶像組合為本。＜＞是人物名，☆印則表示組合的名字。

鈴木園絵／相田　＜鈴木早智子／相田翔子＞☆Wink
參照上面。相田為「天」。（登場：Vol.1）
稲葉響子／松本美香　＜稲葉浩志／松本孝弘＞☆B'z
為建立專為巨乳女生而設的內衣生產商，因而走在一起的二人，自稱B子。然而，稲葉的胸部是假的。與疾風她們同一天昇格到Ｂ級，只是在昇級後第一戰就轉瞬敗給疾風她們。松本為「天」。

增田惠／根本美鶴代　＜増田恵子／根本美鶴代（未唯）＞☆PINK LADY
增田是夕步的室友，故此被牽連到綾那與順之間的糾葛。更甚的是翌日陷入與綾那戰鬥的窘境，在等同被當作洩憤沙包的情況下被擊倒，是個可憐的人。（登場：Vol.3、Vol.4．番外篇）
辻／加護　＜辻希美／加護亜依＞☆W
中等部1年生。無法在奪星中取勝，原打算收集情報，後來轉換方向到偷拍照片後威脅對手。被委託巡邏的順抓到她們，因為是偷拍未遂就放過她們了。（登場：Vol.4．番外篇）

### 職員・事務局員
紅蜂清子（べにばち きよこ）身高：167cm。血液型：A型。喜歡的詞彙：無價。永遠的46歳。
在辦公室當接待的嬸嬸。第1巻時，作者誤寫作紅峰清子。角色人氣榜第14位。
細木カヅ子（ほそき　かづこ）

### 非天地學園
玲一
祈紗枝的未婚夫，玲的堂弟。被紗希討厭，更被說是「自私自利的傢伙」，「眼神又邪惡又猥褻，頭髮也黏糊糊的」，「又纏人又陰暗十分惹人厭，簡直是最爛的生物」。
祈紗希
紗枝的妹妹，怕生，形容玲一是打紗枝主意的外星生物。

## 蒲公英園
千春　☆千春姊
蒲公英園的職員，是園長的女兒。視疾風為戀愛對象，以成為疾風的娘子為目標。
　美紀
　蒲公英園的孤兒，常得疾風照料。